# Ischasia picticornis
Ischasia picticornis là một loài bọ cánh cứng trong họ Cerambycidae.